# Шао Цзяи
Шао Цзяи (кит. упр. 邵佳一, пиньинь Shào Jiāyī; 10 апреля, 1980, Пекин, КНР) — китайский футболист, полузащитник. Выступал за сборную Китая, в составе которой принимал участие в чемпионате мира 2002 года. В двух турнирах Кубка Азии забил пять мячей. Выступал за различные клубы Бундеслиги: «Мюнхен 1860», «Энерги Котбус», «Дуйсбург».
Известен выполнением решающих «стандартов» кручёным ударом с левой, за что получил прозвище от фанатов «Вырезка Шао» (кит. упр. 邵氏弧线)..

## Клубная карьера
Шао начал профессиональную карьеру в 1999 году в команде «Бэйцзин Гоань», в основной состав его пригласил известный китайский тренер Шэнь Сянфу. Несмотря на смену тренера — сначала в команду пришёл Милован Дорич, а затем Вэй Кэсин — игрок смог закрепиться в составе и цементировать центр полузащиты. Шао рассматривался как один из наиболее одаренных китайских игроков того времени. При участии Шао «Бэйцзин Гоань» добрался до Финала Кубка страны, где проиграл «Чунцин Лифань». После удачного сезона в команде Шао стал игроком основного состава и вновь дошёл до Финала Кубка в 2001 году, где вновь проиграл, на этот раз «Далянь Шидэ».
После выступления на Чемпионате мира 2002 года Шао привлёк внимание скаутов из Бундеслиги, где им заинтересовался клуб «Мюнхен 1860», который договорился о сделке с «Бэйцзин Гоань». В команде игрок провёл 2,5 сезона, после чего перешёл в другой немецкий клуб — «Энерги Котбус». Дебютный гол забил в домашнем матче против «Герты», а на выезде поразил ворота дортмундской «Боруссии». При этом в обоих матчах он выходил на замену. Также вышел на замену на 84 минуте в матче против леверкузенского «Байера» и сравнял счёт ударом головой.
За «Энерги Котбус» отыграл в старте два сезона и забил в его составе несколько ключевых голов.
После девяти лет в Германии Шао вернулся в китайскую Суперлигу, где перед началом сезона 2012 года присоединился к своему бывшему клубу «Бэйцзин Гоань».

## Международная карьера
Успешные выступления Шар за клуб привлекли внимание тренера китайской сборной Милутиновича, который включил его в команду. В составе сборной Шао занял четвёртое место на Кубке Азии 2000 года. Более удачным была игра Шао в отборочном турнире к Чемпионату мира 2002 года. На главном турнире сыграл в двух матчах, а сборная Китая не смогла преодолеть групповой этап. Шао стал ключевым игроком на Кубке Азии 2004 года, где он забил три мяча и привёл сборную к серебряным медалям.

### Матчи за национальную сборную
Все матчи, сыгранные за национальную сборную КНР.
| Год   | Матчи | Голы |
| ----- | ----- | ---- |
| 2000  | 3     | 0    |
| 2001  | 10    | 0    |
| 2002  | 3     | 0    |
| 2003  | 0     | 0    |
| 2004  | 9     | 5    |
| 2005  | 4     | 0    |
| 2006  | 3     | 1    |
| 2007  | 5     | 2    |
| 2008  | 1     | 0    |
| 2009  | 1     | 0    |
| 2010  | 1     | 0    |
| Всего | 40    | 8    |

### Голы за национальную сборную
Счёт и результат матча показаны для сборной Китая первыми.
| Гол | Дата            | Место                  | Соперник  | Счёт | Результат        | Соревнование                           |
| --- | --------------- | ---------------------- | --------- | ---- | ---------------- | -------------------------------------- |
| 1   | 21 июля 2004    | Пекин, КНР             | Индонезия | 1–0  | 5–0              | Кубок Азии по футболу 2004             |
| 2   | 21 июля 2004    | Пекин, КНР             | Индонезия | 4–0  | 5–0              | Кубок Азии по футболу 2004             |
| 3   | 3 августа 2004  | Пекин, КНР             | Иран      | 1–0  | 1–1 (4–3) (пен.) | Кубок Азии по футболу 2004             |
| 4   | 17 ноября 2004  | Гуанчжоу, КНР          | Гонконг   | 2–0  | 7–0              | Отборочный матч к Чемпионату мира 2006 |
| 5   | 21 июля 2004    | Гуанчжоу, КНР          | Гонконг   | 3–0  | 7–0              | Отборочный матч к Чемпионату мира 2006 |
| 6   | 16 августа 2006 | Тяньцзинь, КНР         | Сингапур  | 1–0  | 1–0              | Квалификация к Кубку Азии 2007         |
| 7   | 10 июля 2007    | Куала-Лумпур, Малайзия | Малайзия  | 2–0  | 5–1              | Кубок Азии по футболу 2007             |
| 8   | 15 июля 2007    | Куала-Лумпур, Малайзия | Иран      | 1–0  | 2–2              | Кубок Азии по футболу 2007             |

## Статистика за карьеру

### Клубная
| Сезон   | Команда          | Страна   | Дивизион | Матчи | Голы |
| ------- | ---------------- | -------- | -------- | ----- | ---- |
| 1999    | Бэйцзин Гоань    | КНР      | 1        | 8     | 1    |
| 2000    | Бэйцзин Гоань    | КНР      | 1        | 15    | 1    |
| 2001    | Бэйцзин Гоань    | КНР      | 1        | 20    | 3    |
| 2002    | Бэйцзин Гоань    | КНР      | 1        | 27    | 7    |
| 2002–03 | Мюнхен 1860      | Германия | 1        | 12    | 1    |
| 2003–04 | Мюнхен 1860      | Германия | 1        | 5     | 0    |
| 2004–05 | Мюнхен 1860      | Германия | 2        | 16    | 3    |
| 2005-06 | Мюнхен 1860      | Германия | 2        | 25    | 4    |
| 2006–07 | Энерги Котбус    | Германия | 1        | 29    | 2    |
| 2007-08 | Энерги Котбус    | Германия | 1        | 14    | 0    |
| 2008-09 | Энерги Котбус    | Германия | 1        | 7     | 1    |
| 2008–09 | Энерги Котбус II | Германия | 3        | 9     | 0    |
| 2009-10 | Энерги Котбус    | Германия | 2        | 25    | 8    |
| 2010-11 | Энерги Котбус    | Германия | 2        | 25    | 4    |
| 2011-12 | Дуйсбург         | Германия | 2        | 9     | 1    |
| 2012    | Бэйцзин Гоань    | КНР      | 1        | 20    | 3    |
| 2013    | Бэйцзин Гоань    | КНР      | 1        | 26    | 6    |
| 2014    | Бэйцзин Гоань    | КНР      | 1        | 11    | 1    |
| Всего   | Всего            | Всего    | Всего    | 303   | 46   |

## Достижения

### Индивидуальные
- Символическая сборная Кубка Азии по футболу : 2004
- Символическая сборная Лиги Цзя-А : 2002